# Línea roja (Metro de Dubái)
La línea Roja es una de las dos líneas de la red de metro en Dubái, Emiratos Árabes Unidos . La línea Roja va desde Rashidiya en el este hasta Jebel Ali en el oeste y viaja paralela a la carretera E 11.
Hay dos estaciones de transferencia con la línea Verde en las estaciones Union y BurJuman . Además, Jabal Ali es un intercambio entre la línea Roja principal y una rama de UAE Exchange . La línea Roja tiene su depósito principal en Rashidiya y un depósito auxiliar en UAE Exchange .

## Historia
El primer tramo se inauguró el 9 de septiembre de 2009 con diez estaciones abiertas. La construcción se terminó el 28 de abril de 2010 con 16 estaciones adicionales abiertas durante 2010.
En 2010, la línea Roja transportó un total de 38,888 millones de pasajeros con un promedio diario de unas 149,000 personas, según la Oficina de Estadísticas de RTA. En 2013, la línea Roja manejó un total de más de 88 millones de pasajeros y el promedio diario fue de unas 243.000 personas. 
Se agregaron tres estaciones adicionales entre 2011 y 2013, lo que hace un total de 29 estaciones que abarcan 52,1 km (32,4 mi) . La línea fue la línea de metro más larga del mundo en utilizar trenes sin conductor, según lo reconocido por el Libro Guinness de los récords en 2011.

### Ruta 2020
Como parte del desarrollo de la Expo 2020 en Dubái, una extensión de la línea Roja llamada "Ruta 2020"  anunciada en diciembre de 2015 y originalmente prevista para mediados de 2019. El proyecto de extensión crea un ramal de la línea desde Jabal Ali y Nakheel Harbour & Tower hasta el sitio de la Expo 2020, cerca del aeropuerto internacional de Dubái Al Maktoum .
La construcción de la línea de metro Ruta 2020 fue iniciada en 2016 por el Consorcio ExpoLink, integrado por Alstom, Acciona y Gülermak . La línea fue inaugurada formalmente por el jeque Mohammed Bin Rashid Al Maktoum, gobernante de Dubái y primer ministro de los EAU, el 8 de julio de 2020.
La extensión se abrió parcialmente el 1 de enero de 2021, entre Jabal Ali y Al Furjan y se abrió por completo el 1 de junio de 2021.
Como resultado de la creciente popularidad del metro, las nuevas estaciones cuentan con andenes más anchos que los que se encuentran en las estaciones existentes, para hacer frente a una mayor cantidad de pasajeros. 
El diseño de las vías al este de la estación de Jabal Ali se modificó para crear un nuevo ramal y dos plataformas adicionales para dar servicio a la nueva ruta. La extensión se inauguró parcialmente el 1 de enero de 2021, con trenes que realizan un servicio de transporte entre Jabal Ali y Al Furjan. Se espera que la ruta tenga 275.000 usuarios cada día para 2030. Tras la apertura completa de las nuevas estaciones en Expo 2020 y Dubai Investments Parks el 1 de junio de 2021, las estaciones de la Ruta 2020 se convirtieron en parte de la ruta principal de la línea Roja, y las estaciones de la línea Roja entre Jabal Ali y UAE Exchange pasaron a ser atendidas por un servicio de transporte separado. servicio en un ramal.
La extensión es de 15 km de longitud, con 11,8 km sobre el suelo y 3,2 kilómetros bajo tierra. De las siete estaciones, cinco son elevadas y dos son subterráneas. Eventualmente, se planea extender la línea más allá de la Expo 2020 hasta el Aeropuerto Internacional Al Maktoum, al sur del sitio de la Expo.
Se informa que el tiempo de viaje entre la estación de metro Rashidiya en el extremo norte de la línea Roja y la estación Expo 2020 es de 1 hora y 14 minutos con una frecuencia de servicio de 2 minutos y 38 segundos durante las horas pico (24 trenes por hora en cada dirección), y una capacidad de 16.000 pasajeros por hora en cada sentido.

## Ruta
A partir de 2021, la Línea Roja tenía 31 estaciones en la línea principal y 4 estaciones adicionales en el ramal. La línea es 52,1 km (32,4 mi) de largo, con 4,7 km (2,9 mi) bajo tierra. Es decir que hay estaciones elevadas y soterradas
La RTA proporciona 170 autobuses lanzadera para que los viajeros se desplacen a las estaciones de la línea y también están en funcionamiento, a partir del 15 de octubre de 2010. 

## Servicios
El tiempo total del recorrido en la Línea Roja es de aproximadamente 74 minutos, viajando a una velocidad máxima de 110 kilómetros por hora (68,4 mph), con 20 a 30 segundos de tiempo de parada en cada estación. El tiempo promedio entre estaciones en la Línea Roja es de 60 a 90 segundos.  La RTA opera 27 trenes en las horas pico de la mañana y 29 trenes en las horas pico de la tarde con un intervalo entre los servicios de tren que va de 6 a 8 minutos en el período pico de la mañana y de 5 a 6 minutos en el período pico de la tarde. 

## Denominación de la estación
La Autoridad de Transporte y Carreteras de Dubái (RTA) se ha beneficiado significativamente de las empresas a lo largo de las rutas de las líneas Roja y Verde que patrocinan las estaciones cercanas. La iniciativa de denominación ha generado hasta ahora más de AED 2 mil millones en ingresos para la RTA. En promedio, cada estación ha recaudado entre 90 y 100 dirhams millón. 
El 13 de mayo de 2010, se anunció que la estación de Al Quoz, que abrió el 15 de mayo, se llamaría Noor Islamic Bank . Este anuncio de que Noor Islamic Bank ganó el derecho a nombrar la estación Al Quoz por un período de diez años se realizó en presencia de los representantes del banco en la sede de RTA en Dubái. Además, varias otras estaciones de la Línea Roja llevan el nombre de gigantes corporativos locales e internacionales, incluidos Emirates Airlines, GGICO, Abu Dhabi Commercial Bank (Al Karama), First Abu Dhabi Bank, Sharaf DG, Nakheel, DAMAC Properties (Dubai Marina ) y Danubio (Jebel Ali Industrial).
El 4 de agosto de 2021, las estaciones de metro de la Línea Roja de Al Rashidiya (R11) y Al Jafiliya (R21) pasaron a llamarse ' Centrepoint ' (de Rashidiya) y ' Max Fashion ' (de Jafiliya). 
En el futuro, después de los seis meses de funcionamiento de la Expo 2020, la estación de la Expo 2020 (76) pasará a llamarse Expo City Dubai después del desarrollo planificado para el sitio de la Expo 2020. 